# Distrito Militar do Sul (Rússia)

Distrito Militar do Sul

O Distrito Militar do Sul (em russo: Южный военный округ) é um dos cinco distritos militares da Rússia, com jurisdição sobre os Distritos Federais do Sul e Cáucaso do Norte, abrangendo 19 subdivisões da Federação Russa. É responsável pela defesa da parte sul da Rússia Europeia. Seu quartel-general está localizado em Rostov do Don.
O Distrito foi criado por decreto presidencial nº 1144, assinado em 20 de setembro de 2010.

## História
O Distrito Militar do Sul foi criado em 4 de outubro de 2010 como parte da reforma militar russa de 2008–2010, a partir da estrutura do antigo Distrito Militar do Cáucaso do Norte. Também foram incorporados à sua jurisdição a Frota do Mar Negro, a Flotilha do Cáspio e o 4.º Comando das Forças Aéreas e de Defesa Antiaérea.
As forças do distrito estão distribuídas dentro dos limites administrativos de dois distritos federais — Sul e Cáucaso do Norte — abrangendo as seguintes subdivisões da Federação Russa: Adiguésia, Daguestão, Inguchétia, Cabárdia-Balcária, Calmúquia, Carachai-Circássia, Crimeia (anexada pela Rússia), Ossétia do Norte-Alânia, Chechênia, os krais de Krasnodar e Stavropol, os oblasts de Astracã, Volgogrado e Rostov, além da cidade federal de Sevastopol (também parte da anexação da Crimeia). A partir de 1º de março de 2024, foram incorporados ao distrito os territórios ocupados e anexados da Ucrânia: as Repúblicas Populares de Donetsk e Lugansk, bem como os oblasts de Zaporíjia e Kherson.
Além disso, com base em tratados internacionais, o distrito mantém três bases militares fora do território russo: na Ossétia do Sul, na Abecásia (formadas em 1 de fevereiro de 2009) e na Armênia.
Estão subordinadas ao comandante do Distrito Militar do Sul todas as formações militares estacionadas em sua área de responsabilidade, com exceção das Forças de Mísseis Estratégicos, das Tropas Aerotransportadas (VDV) e de outras unidades de comando central. Também estão sob seu comando operacional unidades da Guarda Nacional Russa, do Serviço de Fronteiras do FSB, do Ministério de Situações de Emergência (EMERCOM) e de outros órgãos estatais atuando na região.

### Reforço e reorganização
Entre 2013 e 2016, o Distrito Militar do Sul passou por um significativo reforço em resposta ao aumento da presença militar da OTAN na Europa Oriental, à participação da Rússia na guerra no leste da Ucrânia, à anexação da Crimeia e à atuação de grupos terroristas no Cáucaso do Norte. Nesse período, foram criadas quatro novas divisões, nove brigadas e vinte e dois regimentos, incluindo duas brigadas de mísseis equipadas com os sistemas "Iskander-M". Em 2016, iniciou-se a formação da 150.ª Divisão Motorizada Idritsa-Berlim, com sede em Novocherkassk.
Em 1º de setembro de 2021, foi concluída a primeira fase de formação da Reserva de Combate do Exército, com 38 mil integrantes. O objetivo é permitir, em caso de guerra em larga escala, a rápida formação de novas unidades militares compostas por reservistas treinados e contratados, complementando os três exércitos já existentes no distrito (8º, 49º e 58º).
No Centro de Controle de Defesa Nacional da Federação Russa, em 22 de fevereiro de 2018, o Distrito Militar do Sul recebeu sua bandeira oficial, símbolo de honra, bravura e glória militar.
No final de 2023, a Frota do Mar Negro e a Flotilha do Cáspio deixaram de estar subordinadas ao comando do Distrito Militar do Sul.

### Guerra com a Ucrânia
O Distrito Militar do Sul participa da guerra contra a Ucrânia. Em julho de 2023, durante o contra-ataque ucraniano, um ataque ao posto de comando alternativo do 58.º Exército em Berdiansk resultou na morte do vice-comandante do Distrito Militar do Sul, o Tenente-General Oleg Tsokov.

## Composição

### Forças Terrestres/Forças Aerotransportadas/Diretoria Principal
- Formações e unidades de subordinação distrital
  - 102.ª Base Militar (Guiumri, Armênia)
  - 7.ª Divisão de Assalto Aerotransportado de Guardas de Montanha (Novorossiisk)
  - 10.ª Brigada de Forças Especiais de Guardas (Molkin/Goryachy Klyuch)
  - 22.ª Brigada de Forças Especiais de Guardas (Stepnoy)
  - 346.ª Brigada de Forças Especiais de Guardas (Prokhladny)
  - 25.º Regimento de Forças Especiais de Guardas (Stavropol)
  - 154.ª Brigada Radiotécnica Especial (Izobilny)
  - 40.ª Brigada de Mísseis de Guardas (Oblast de Astracã)[11]
  - 77.ª Brigada de Mísseis Antiaéreos de Guardas (Korenovsk)
  - 439.ª Brigada de Artilharia de Foguetes de Guardas (Znamensk)
  - 11.ª Brigada de Engenharia de Guardas (Kamensk-Shakhtinsky)
  - 175.ª Brigada de Comando de Guardas (Aksay, Oblast de Rostov)
  - 176.ª Brigada de Comunicações (Rassvet, Oblast de Rostov)
  - 19.ª Brigada de Guerra Eletrônica (Rassvet)
  - 28.ª Brigada de Defesa Química, Biológica e Nuclear (Kamýshin)
  - 78.ª Brigada de Suporte Logístico (Budyonnovsk, Krai de Stavropol)
  - 99.ª Brigada de Suporte Logístico (Maikop, Adiguésia)
  - 37.ª Brigada Ferroviária (Volgogrado)
  - 39.ª Brigada Ferroviária (Timashovsk)
  - 10.º Regimento de Reparos e Evacuação (Slavyansk-na-Kubani)
  - 333.º Batalhão Ferroviário de Pontes (Volgogrado)
  - Centro de Informação Geoespacial e Navegação[12]
  - Centro de Treinamento de Montanha e Sobrevivência "Terskol" (Kabardino-Balkária)
  - 54.º Centro de Treinamento de Unidades de Reconhecimento (Vladikavkaz)
  - 415.º Centro de Treinamento de Especialistas Juniores (Molkin/ Goryachy Klyuch)[13]
  - 27.º Centro de Treinamento das Tropas Ferroviárias (Volgogrado)
- 3.º Exército de Armas Combinadas de Guardas Lugansk-Severodonetsk
- 8.º Exército de Armas Combinadas de Guardas[14]
  - 20.ª Divisão Motorizada de Guardas (Volgogrado/ Kamýshin)
  - 150.ª Divisão Motorizada de Guardas Idritsa-Berlim (Novocherkassk)
  - 238.ª Brigada de Artilharia de Guardas (Korenovsk)
  - 47.ª Brigada de Mísseis (Dyadkovskaya)
  - 33.º Regimento de Engenharia de Guardas (Volgogrado)[15]
  - 9.º Regimento de Defesa Química, Biológica e Nuclear (Oktiabrskiy)
- 18.º Exército de Armas Combinadas[16]
  - 47.ª Divisão Motorizada[17]
  - 70.ª Divisão Motorizada[18]
  - 144.ª Brigada Motorizada[19]
  - 126.ª Brigada de Defesa Costeira de Guardas (Perevalnoye, Crimeia)[20]
  - 127.ª Brigada de Reconhecimento (Sebastopol)[21]
  - 8.º Regimento de Artilharia de Guardas (Perevalnoye, Crimeia)[22]
  - 1096.º Regimento de Mísseis Antiaéreos (Sebastopol) (“Osa”)[23]
  - 4.º Regimento de Defesa Química, Biológica e Nuclear (Sebastopol)[21]
- 49.º Exército de Armas Combinadas
  - 205.ª Brigada Motorizada de Guardas (Budyonnovsk)
  - 34.ª Brigada Motorizada de Guardas de Montanha (Storojevaya)
  - 7.ª Base Militar de Krasnodar de Guardas (Gudauta, Abecásia)
  - 227.ª Brigada de Artilharia de Tallinn (Maikop)
  - 1.ª Brigada de Mísseis de Guardas Orsha (Goryachy Klyuch)
  - 90.ª Brigada de Mísseis Antiaéreos (Afipsky)
  - 66.ª Brigada de Comando de Odessa (Stavropol)
  - 32.º Regimento de Engenharia de Guardas (Afipsky)
  - 17.º Regimento de Defesa Química, Biológica e Nuclear (Krai de Krasnodar)
  - 217.º Batalhão de Rádio OsNaz (Stavropol)
  - 689.º Centro de Comando e Reconhecimento (Stavropol)
  - 19.ª Companhia de Forças Especiais (Stavropol)
  - 228.º Centro de Comando de Defesa Aérea (Stavropol)
  - 107.ª Unidade Topográfica (Stavropol)
- 51º Exército de Armas Combinadas de Guardas
- 58.º Exército de Armas Combinadas de Guardas
  - 19.ª Divisão Motorizada de Guardas, Voronezh-Shumlin (Vladikavkaz)
  - 42.ª Divisão Motorizada de Guardas (Hankala)
  - 136.ª Brigada Motorizada de Guardas Uman-Berlim (Buynaksk)
  - 4.ª Base Militar de Guardas Vapnyarka-Berlim (Tsequinváli, Ossétia do Sul)
  - 12.ª Brigada de Mísseis de Guardas (Mozdok)
  - 291.ª Brigada de Artilharia de Guardas (Troitskaya)
  - 67.ª Brigada de Mísseis Antiaéreos (Sputnik/ Vladikavkaz)
  - 100.ª Brigada de Reconhecimento (Mozdok-7)
  - 34.ª Brigada de Comando (Vladikavkaz)
  - 40.º Regimento de Defesa Química, Biológica e Nuclear (Troitskaya)
  - 31.º Regimento de Engenharia de Guardas (Prokhladny)
  - 14.º Batalhão de Guerra Eletrônica (Vladikavkaz)
  - 74.º Regimento Radiotécnico Especial (Vladikavkaz)
  - 1020.º Centro de Comando e Reconhecimento (Vladikavkaz)
  - 1138.º Centro de Comando de Defesa Aérea (Vladikavkaz)
  - Unidade Topográfica N (Vladikavkaz)

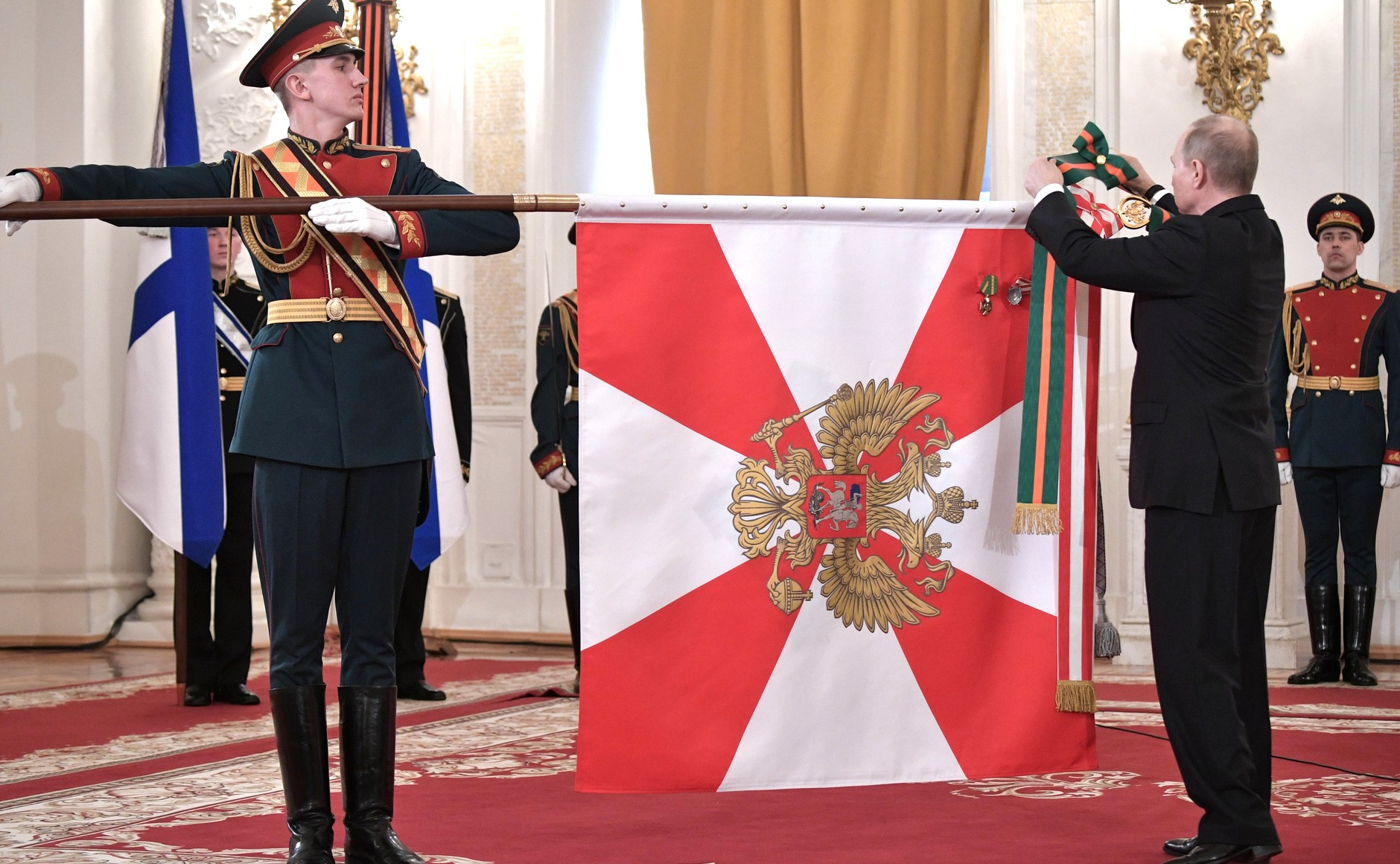
Cerimônia de outorga da Ordem de Suvorov ao Distrito Militar do Sul, 23 de fevereiro de 2018

### Forças Aeroespaciais
- 4.º Exército da Força Aérea e Defesa Aérea de Guardas
  - 214.º Centro de Comando (Novocherkassk)
  - 1.ª Divisão Aérea Mista de Guardas Baranovichi (Krymsk)
  - 4.ª Divisão Aérea Mista (aeródromo de Marinovka)
  - 27.ª Divisão Aérea Mista (Sevastopol)
  - 31.ª Divisão de Defesa Antiaérea (Sevastopol)
  - 51.ª Divisão de Defesa Antiaérea (Novocherkassk)
  - 55.º Regimento de Helicópteros de Guardas de Sevastopol (aeródromo de Korenovsk)
  - 487.º Regimento de Helicópteros (aeródromo de Budennovsk)
  - 16.ª Brigada de Aviação do Exército de Guardas (aeródromo de Zernograd)
  - Base Aérea nº 3661, unidade militar nº 62467 (aeródromo de Mozdok)
  - Base Aérea nº 3624 (aeródromo de Erebuni)
  - Unidades de apoio.

## Comando

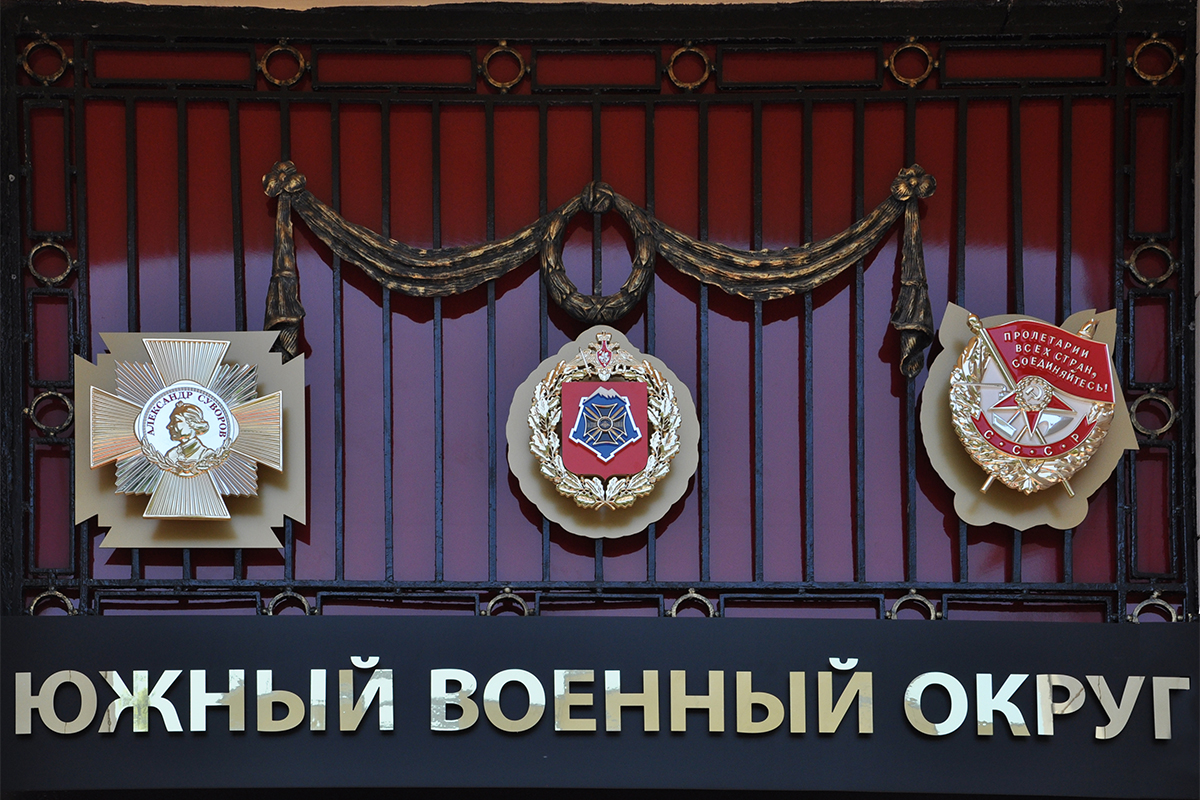

### Comandantes
- Coronel-General Aleksandr Galkin (10 de dezembro de 2010 – junho de 2016)[24]
- General do Exército Aleksandr Dvornikov (20 de setembro de 2016 - 23 de janeiro de 2023)
- Coronel-General Sergei Kuzovlev (23 de janeiro de 2023 - maio de 2024)
- Coronel-General Gennady Anashkin (maio a novembro de 2024)
- Coronel-General Aleksandr Sanchik (desde novembro de 2024)[25]

### Chefes de Estado-Maior - Primeiros Subcomandantes das Tropas
- Major-General Nikolai Pereslegin (abril de 2010 outubro de 2013)
- Tenente-General Andrey Serdyukov (outubro de 2013 – dezembro de 2015)
- Tenente-General Aleksandr Zhuravlyov (dezembro de 2015 - março de 2017)
- Tenente-General Mikhail Teplinsky (março de 2017 - fevereiro de 2019)
- Coronel-General Sergei Kuzovlev (fevereiro de 2019 – dezembro de 2022)

### Vice-Comandantes
- Tenente-General Andrei Serdyukov (fevereiro de 2013 – outubro de 2013)
- Major-General Viktor Astapov (dezembro de 2013 – junho de 2014)
- Tenente-General Andrei Gurulev (agosto de 2016 - janeiro de 2019)[26]
- Tenente-general Aleksandr Romanchuk (2017-2018)
- Tenente General Rustam Muradov (dezembro de 2018 – outubro de 2022)[27]
- Tenente-General Alexei Avdeev (janeiro de 2019 - 2023 ?)[28]
- Tenente-General Vladimir Kochetkov (desde 2023)[29]

### Comandantes do contingente de manutenção da paz russo em Nagorno-Karabakh
- Coronel-General Rustam Muradov (11 de novembro de 2020 - 9 de setembro de 2021)[30]
- Major-General Mikhail Kosobokov (9 de setembro de 2021 - 25 de setembro de 2021)[31]
- Coronel General Gennady Anashkin (25 de setembro de 2021 - 11 de janeiro de 2022)[32]
- Major-General Andrei Volkov (11 de janeiro de 2022 – 25 de abril de 2023)[33]
- Coronel-General Alexander Lentsov (25 de abril de 2023 – 3 de setembro de 2023)
- Major-General Kirill Kulakov (3 de setembro de 2023 – 12 de junho de 2024)

## Prêmios
- Ordem do Estandarte Vermelho
- Ordem de Suvorov (2018)
- Ordem de Júkov (2023)

## Ligações
- Distrito Militar do Sul no site do Ministério da Defesa da Rússia Cópia arquivada no Wayback Machine
- Distrito Militar do Sul receberá cerca de 50 aeronaves e helicópteros modernos Cópia arquivada no Wayback Machine
- O Distrito Militar do Cáucaso do Norte está morto – viva o Distrito Militar do Sul!